# Nichlaul
Nichlaul (hindi निचलौल) – miasto w północnych Indiach w stanie Uttar Pradesh, na Nizinie Hindustańskiej.
Populacja miasta w 2001 roku wynosiła 15 501 mieszkańców.